# Das Kampaner Tal

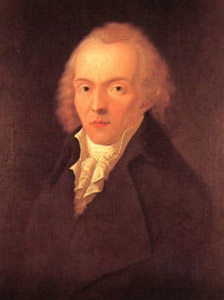
Jean Paul (1763–1825)

Das Kampaner Tal ist der Titel einer Erzählung von Jean Paul, die im ersten Quartal 1797 entstand und im Mai 1797 bei August Hennings in Gera erschien. Im Rahmen einer Hochzeitsfeier in einem idyllischen Pyrenäental und einer platonisch-seelischen Dreiecksbeziehung sprechen die Hauptfiguren über den Sinn des Lebens. 1823 schrieb der Autor eine Fortsetzung, die allerdings Fragment blieb: Selina

## Inhalt
Der Erzähler Jean Paul berichtet seinem Freund Viktor in sieben Briefen von seiner „Flugreise durch Frankreich“ ins Kampaner Tal in den Pyrenäen im Juli 1796. Er begleitet seinen Freund, den Titular-Rittmeister Karlson, zu dessen Freund, dem Baron Wilhelmi 

Dieses Verhältnis war belastet durch eine platonische Dreiecksbeziehung, die sich in der Vorgeschichte entwickelt hat: Als Karlson den Baron, seine Braut Gione und deren Schwester Nadine auf ihrer Reise ins Kampaner-Tal zu ihrer „arkadischen Hochzeitfeier“ begleitet, verliebt er sich „in der täglichen Nähe […] durch den enggegitterten Schleier Gionens, der über einen verwandten, groß und fest gezeichneten Charakter, den noch dazu die bräutliche Liebe magisch kolorierte, geworfen war“, in die Verlobte des Freundes. „Um das schöne Verhältnis nicht zu trüben, wandte er den verdächtigen Teil seiner Aufmerksamkeit auf ihre Schwester Nadine; er sagte [dem Erzähler] nicht klar, ob er nicht diese in einen schönen Irrtum führte, ohne Gionen eine schöne Wahrheit zu nehmen.“ Auch Gione entdeckte offenbar ihre Seelenverwandtschaft mit Karlson und geriet ebenso in eine Konfliktsituation: „Gionen, diese Gesunde und Ruhige, befiel ein plötzliches Nervenübel. An einem Abend trat Wilhelmi mit seiner dichterischen Heftigkeit weinend in Karlsons Zimmer und konnte nur unter der Umarmung stottern. »Sie ist nicht mehr.«“ Karlson verließ daraufhin in Lausanne die Reisegesellschaft und kehrte zurück an den Rheinfall zu Schaffhausen, wo sich seine Seele langsam ausheilte. Er schickte an Wilhelmi bloß die Nachricht seines Aufenthalts und ein Gedicht: „Die Klage ohne Trost“. Der Baron schrieb ihm zurück: er habe „sein schönes Trauergedicht der Verstorbenen oder Unsterblichen“ vorgelesen, worauf sie aus ihrer langen Ohnmacht aufgewacht sei. Er und Gione baten ihn herzlich, ungesäumt nachzukommen, sie wollen mit der Hochzeit auf ihn warten und Karlson verspricht seinen Besuch für das Frühjahr.
Die Haupthandlung setzt mit der Ankunft des Erzähler und Karlsons am 23. Juli in Wilhelmis „arkadischer Kartause“ ein. Am Hochzeitstag unternehmen die Freunde, begleitet vom Phylax genannten Kaplan, einem kritischen Philosophen, eine eintägigen Fußreise zu einem Landgut am Ende des „herrliche[n] Tal[s], einem architektonische[n] Himmelreich“ nahe bei der Kampaner Tropfsteinhöhle. Dabei sprechen sie über den Sinn des Lebens. Dabei dominiert Jean Paul das Gespräch über die Unsterblichkeit der Seele, die Kantianer, die „nicht zu lesen, sondern nur zu studieren“ seien. Kant dagegen wird in Schutz genommen: Er unterscheide zwischen Philosophen und Künstlern und räume nur dem Künstler Genie ein. Hier bringt Jean Paul Leibnizens ins Spiel. Seine Monadologie sei eine „reine strahlende Emanation des Genius“ – ebenso leuchtend wie die besten Figuren bei „Shakespeare oder Homer“. Ausgehend von Leibnizens Leib-Seele-Problem kommen die Gesprächspartner auf ihr Hauptthema zu sprechen, auf die Frage, was mit den Seelen nach dem Tode passiere. Baron Wilhelmi erklärt seine Auffassung – im Einklang mit seiner Braut Gione – am Beispiel der sterbenden Lebewesen und Blumen: „Die Lilienseelen fahren wahrscheinlich in weibliche Stirnen, Hyazinthen- und Vergißmeinnichtseelen in weibliche Augen und Rosenseelen in Lippen... Es kömmt der Hypothese sehr zustatten, daß ein Mädchen in der Minute, da es sich bückt und eine Rose bricht oder umbringt, von der übertretenden Seele merklich röter wird.“ Als Gione unterwegs Flatterrosen bricht, warnt Jean Paul, der den Vorgang aufmerksam beobachtet, in einer seiner zahlreichen Fußnoten: „Skolopender oder Feuerasseln leuchten nachts; man muss sich hüten, sie nicht aus den Blumenkelchen mit den Düften ins Gehirn zu ziehen.“
Am Abend des schönen Wandertages, als die Sonne „schon rot auf den Gebürgen“ steht, besteigt die mutige Gione eine „östliche Montgolfiere“ und erhebt sich über das Kampaner Tal. Mit Augen – rot von gestillten Tränen – landet die Braut schließlich. Darauf folgen Nadine und der Erzähler ihrem Beispiel: „...nun zogen uns die Sonnen empor. Die schwere Erde sank wie eine Vergangenheit zurück – Flügel, wie der Mensch in glücklichen Träumen bewegt, wiegten uns aufwärts – die erhabene Leere und Stille der Meere ruhte vor uns bis an die Sterne hin – wie wir stiegen, verlängerten sich die schwarzen Waldungen zu Gewitterwolken und die beschneieten beglänzten Gebirge zu lichten Schneewolken – die auftreibende Kugel flog mit uns vor die stummen Blitze des Mondes, der wie ein Elysium unten im Himmel stand, und in der blauen Einöde wurden wir von einem gaukelnden Sturm gleichsam in die nähere schimmernde Welt des Mondes geblendet gewiegt.... und dann wurd' es dem leichtern Herz, das hoch über dem schweren Dunstkreis schlug, als flatter' es im Äther und sei aus der Erde gezogen, ohne die Hülle zurückzuwerfen.[…Nadine] sagte erschütternd: »Wir sind ja doch so weit von der harten Erde!« Und als unsere kleine Kugel zu den schillernden Auen und hellern Tönen zurückgezogen wurde, […] trocknete sie schneller [ihre Tränen], aber vergeblich. Wir sanken schweigend hinunter. Ich nahm ihre brennende Hand und sah ihre fortweinenden Augen. Aber ich konnte nichts sagen…“

## Rezeption
In seiner Rezension aus dem Jahr 1798 kann sich der Göttinger Ästhetiker Friedrich Bouterwek mit der „chaotischen Schöpfung“ überhaupt nicht anfreunden und muss sich distanzieren. Börne ist reichlich zwei Wochen nach der Beerdigung des Dichters am 2. Dezember 1825 in der berühmten „Denkrede auf Jean Paul“, die mit „Ein Stern ist untergegangen...“ einsetzt, nachfühlender. In dem „Kampaner Tale“ habe der große Autor seine Hoffnungen ausgesprochen. Zum 150. Geburtstag am 21. März 1913 ehrt Johannes Nohl in „Jean Paul der Flieger“ den unvergessenen Poeten unter anderem mit Verweis auf seine Visionen im „Kampaner Tal“.
Abweichungen
Kritisiert wird von einigen Rezensenten, Jean Paul versäume kaum eine Gelegenheit, den Leser zu verwirren. Sei dieser aus dem Dickicht der berühmt-berüchtigten Gedankensprünge zurückgekehrt, rede der Ich-Erzähler erneut an der Handlung vorbei. Man findet sie auch im Anhang: Der Autor hält sich mit der launischen Begründung, Lorenz Krönlein, der Schöpfer der Holzschnitte, habe es ja ebenfalls nicht getan, oft nicht an die Thematik der zehn Gebote.

Jean Paul rechtfertigte in seinen Vorreden gegenüber den „Kunstrichtern“ seinen wuchernden Schreibstil mit der Einbeziehung vielfältigen Textmaterials oder er spottet in „Entschuldigungen“ über seine Kritiker, z. B. im Vorspann zu „Zwanzig Enklaven zu den vorstehenden zwanzig Kapiteln“.

Höllerer erklärt diese Abweichungen als zum Erzählstil Jean Pauls gehörige Strategie.
Sprache
Gelobt wird von der Fan-Gemeinde und dem Autor wohlwollenden Kritikern die Sprachgewalt Jean Pauls mit ihrer reichen Metaphorik: „...dünne Blitze quollen aus dem nächtlichen Dunst, die Blumen rauchten aus zugedeckten Kelchen, und unter dem tiefer einsinkenden Gewitter schlugen die Nachtigallen lauter,...“, „Wir gingen den Pyrenäen entgegen – Kornfluren – Wasserfälle – Sennenhütten – Marmorbrüche – Haine – Grotten zogen sich, vom schlagenden Adersystem des vielästigen Adours beseelt, vor uns glänzend und offen dahin, und wir hatten sie wie herrliche, in Träume verwandelte Jugendjahre zurückzulegen.... Ach Viktor, nur Reisen ist Leben, wie umgekehrt das Leben Reisen ist... Wie glänzet man, wie dichtet, wie erfindet und philosophiert man, wenn man dahinläuft, so wie Montaigne, Rousseau und die Meernessel nur leuchten, wenn sie sich bewegen!“
Kategorisierung
Für Schulz ist „Das Kampaner Tal“ so etwas wie eine „kleine philosophisch-religiöse Diskussion“; genauer – eine Erörterung über „Endlichkeit und Ewigkeit“. Sprengel weicht mit „idealischem Disput über Tod und Unsterblichkeit“ nicht sehr weit davon ab. Ueding nennt den Text eine Gesprächsidylle, die mit einer Luftreise ende. Das Ganze löse sich in Luft auf. De Bruyn spricht von einem „moralisch-erbaulichen Traktat“, dem „eine recht müde Satire... angehängt ist“. Nach Ortheil liegt schlicht eine Abhandlung vor. Diese Kategorie hört sich gar nicht nach Prosa an.
Philosophie
Schulz sieht als Jean Pauls Gegner Kant und Fichte. Jean Paul polemisiere gegen die kritische Philosophie und lehne das mechanistische Weltbild ab.
Dreiecksbeziehung
Was bei aller Philosophiererei beinahe untergeht, doch von Zeller bemerkt wird: Rittmeister Karlson ist in Baron Wilhelmis Braut verliebt. Aber schon zu Beginn der Fußwanderung erklärt ihm Gione die Situation mit schonenden Worten: „Gione ging auf einmal langsamer an Karlsons Arm und sagte mit Wärme, ohne zu stottern: ‚Ich liebe überall die Wahrheit herzlich, auch auf Kosten theatralischer Überraschungen: ich muß Ihnen es im Namen des Herrn Baron entdecken, daß ich und er morgen auf immer verbunden werden. Sie müssen es Ihrem Freund vergeben, daß er dieses Fest nicht ohne den seinigen feiern wollte.‘“ Freilich beobachtet der Leser, Karlson bleibt gern in Giones Nähe: „Karlson stand bei Gionen still, um uns heranzulassen,...“
Bewunderer
Nach Schulz hat Novalis Jean Pauls Bilder aus dem „Kampaner Tal“ bereits im Juni 1797 kennengelernt. Auf einem dieser dichterischen Gemälde könnte vielleicht „Hymnen an die Nacht“ teilweise fußen. Die Günderrode habe den Schluss von Jean Pauls Text – also die Luftfahrt – geschätzt.

### Textausgaben
Verwendete Ausgabe
- Das Kampaner Tal oder über die Unsterblichkeit der Seele, nebst einer Erklärung der Holzschnitte unter den 10 Geboten des Katechismus. S. 561–716 in: Norbert Miller (Hrsg.): Jean Paul. Sämtliche Werke. Abteilung I. Vierter Band. Kleinere erzählende Schriften 1796–1801 (enthält noch: Leben des Quintus Fixlein, Biographische Belustigungen, Der Jubelsenior, Palingenesien, Briefe und bevorstehender Lebenslauf, Das heimliche Klagelied). Wissenschaftliche Buchgesellschaft, Darmstadt 2000 (Lizenzgeber: Carl Hanser, München 1962 (4. Aufl. 1988)). Ohne ISBN (Bestellnummer 14965-3, 1263 Seiten)
- Der Anhang, ein Kommentar zu zehn Holzschnitten[A 10] aus dem „kleinen lutherischen Katechismus für Baireuth und Ansbach“[28] ist eine in sich geschlossene Schrift, die keinen Bezug zur Handlung und zum Personal der Erzählung hat.

### Sekundärliteratur
- Günter de Bruyn: Das Leben des Jean Paul Friedrich Richter. Eine Biographie. Halle (Saale) 1975, ISBN 3-596-10973-6
- Peter Sprengel (Hrsg.): Jean Paul im Urteil seiner Kritiker. Dokumente zur Wirkungsgeschichte Jean Pauls in Deutschland. Beck. München 1980, ISBN 3-406-07297-6
- Gerhard Schulz: Die deutsche Literatur zwischen Französischer Revolution und Restauration. Teil 1. Das Zeitalter der Französischen Revolution: 1789–1806. Beck, München 1983, ISBN 3-406-00727-9
- Hanns-Josef Ortheil: Jean Paul. Rowohlt, Reinbek bei Hamburg 1984, ISBN 3-499-50329-8
- Gert Ueding: Jean Paul. München 1993, ISBN 3-406-35055-0
- Annette Debold: Reisen bei Jean Paul. Studien zu einer real- und gattungshistorisch inspirierten Thematik in Theorie und Praxis des Dichters. Röhrig Universitätsverlag, St. Ingbert 1998, ISBN 3-86110-174-2
- Christoph Zeller: Allegorien des Erzählens. Wilhelm Raabes Jean-Paul-Lektüre. Metzler, Stuttgart 1999, ISBN 3-476-45218-2.